# ألبرت ر. هاو
ألبرت ر. هاو (بالإنجليزية: Albert R. Howe)‏ هو سياسي أمريكي، ولد في 1840 في الولايات المتحدة، وتوفي في 1 يونيو 1884 في شيكاغو في الولايات المتحدة. حزبياً، نشط في الحزب الجمهوري. وقد انتخب عضو مجلس نواب مسيسيبي وانتخب عضو مجلس النواب الأمريكي.